# レイ・シュリマー
レイ・シュリマー（英: Rae Sremmurd、[ˈreɪ ˈʃrɪmɜːrd]）は、アメリカ合衆国のヒップホップグループ。スリム・ジミーとスウェイ・リーの兄弟による2人組。
2013年にMike Will Made ItのレーベルEarDrummersと契約を結び、翌年「No Flex Zone」「No Type」がヒットし広く知られるようになる。2015年、デビューアルバム『SremmLife』をリリース。2016年、2作目のアルバム『SremmLife 2』をリリースし、楽曲「Black Beatles」が全米12週連続の1位を記録する。同曲はマネキンチャレンジの楽曲として世界中でヒットした。2018年には3作目のアルバム『SR3MM』をリリースしている。

## 来歴

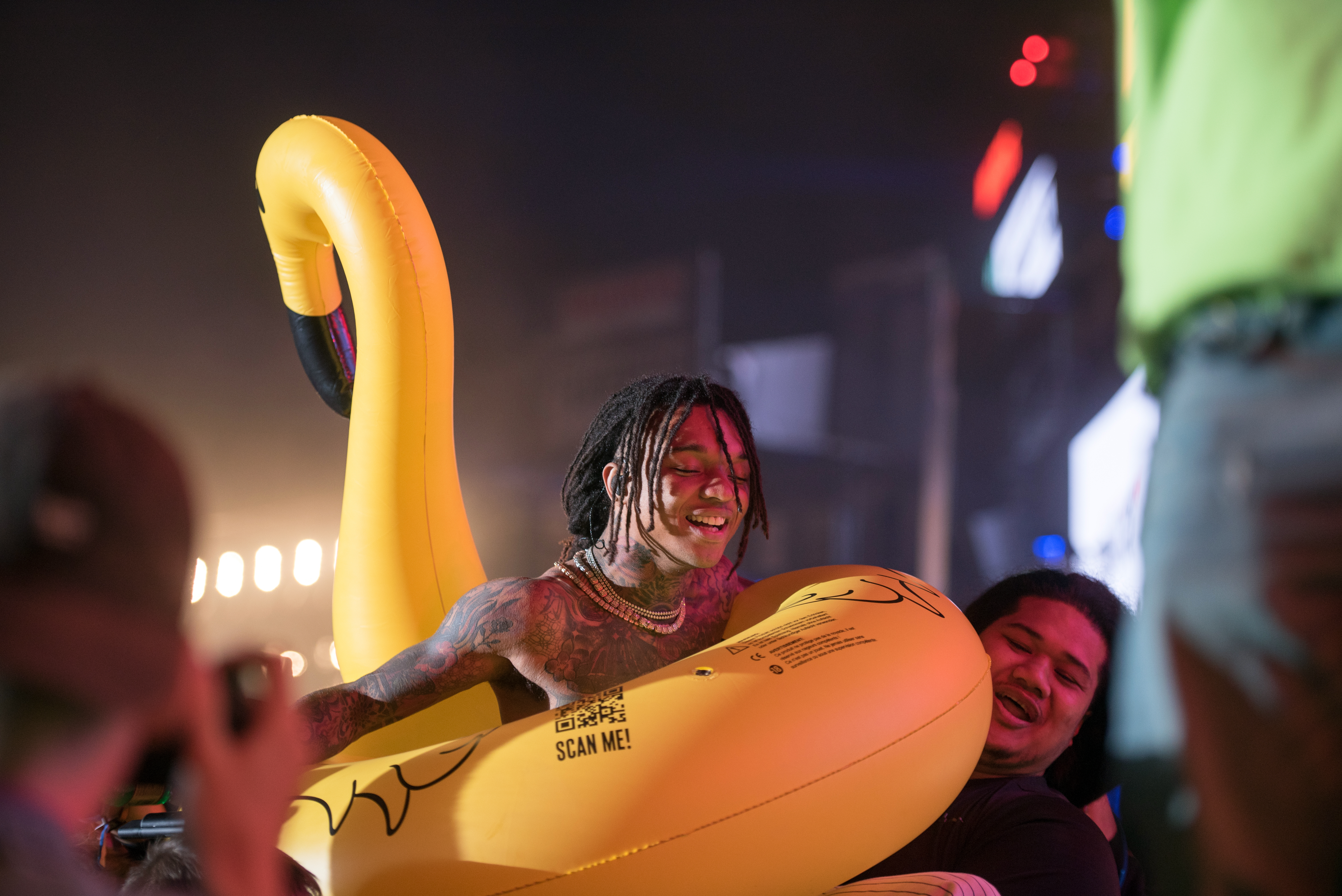
Openair FrauenfeldのステージでのSwae Lee（2019年）

兄のスリム・ジミー（Slim Jxmmi）と弟のスウェイ・リー（Swae Lee）はカリフォルニア州ウィッティアで生まれた。母親は陸軍で働き、ミシシッピ州、メリーランド州などを転々とした後、テキサス州のフォートフッドという軍事基地に定住した。2人が中学生の頃、一家はテキサス州を離れてミシシッピ州に戻り、テューペロの悪名高いアイダ・ストリートの住宅街に住むようになる。
2人はジェマイア・ミドルブルックス（Lil Pantz）と出会い、一緒にDem Outta St8 Boyzというヒップホップ・グループを結成する。アルバイトで稼いだお金を使って機材を購入し、自宅で音楽を制作していた。2人は学校をサボって音楽活動に真剣に取り組むようになったが、母親には家から追い出されてしまう。そこで、義父の友人と一緒に市内の空き家にひっそりと住み始め、家でパーティーを企画し音楽を広める活動をする。
2010年初めにシングル「Party Animal」をリリースしたことにより地元で知名度が高まり、活動の幅を広めはじめる。
2011年半ばには、Lil Pantzが法的な問題を抱えグループを脱退した。
2013年、ジョージア州アトランタに移った2人はMike Will Made-Itと出会い、EarDrummersと契約するのを機にRae Sremmurdに改名する。
2014年5月18日、デビューシングル「No Flex Zone」をリリースし、瞬く間に人気となる。BETアワードの授賞式に招待され、大きなイベントで初めてパフォーマンスを披露した。9月15日には2ndシングル「No Type」をリリースし、前曲を上回る人気を博す。全米チャートでは最高16位を記録した他、批評家からも高い評価を受けた。
2015年1月6日、デビュー・アルバム『SremmLife』をリリースし、全米5位を記録した。
2016年8月12日、2作目のアルバム『SremmLife 2』をリリースし、全米4位を記録する。収録曲「Black Beatles」は米Billboard Hot 100で12週連続の1位を記録するなど空前のヒットとなった。同曲は大流行したネットミームのマネキンチャレンジの楽曲として使用され、世界的なヒットとなった。
2018年5月4日、3作目のアルバム『SR3MM』をリリースし、全米6位を記録した。このアルバムは3枚組で、レイ・シュリマーのアルバム『SR3MM』、スウェイ・リーのソロ・デビュー・アルバム『Swaecation』、スリム・ジミーのソロ・デビュー・アルバム『Jxmtro』の3つが合わさったアルバムセットとなっている。

## メンバー

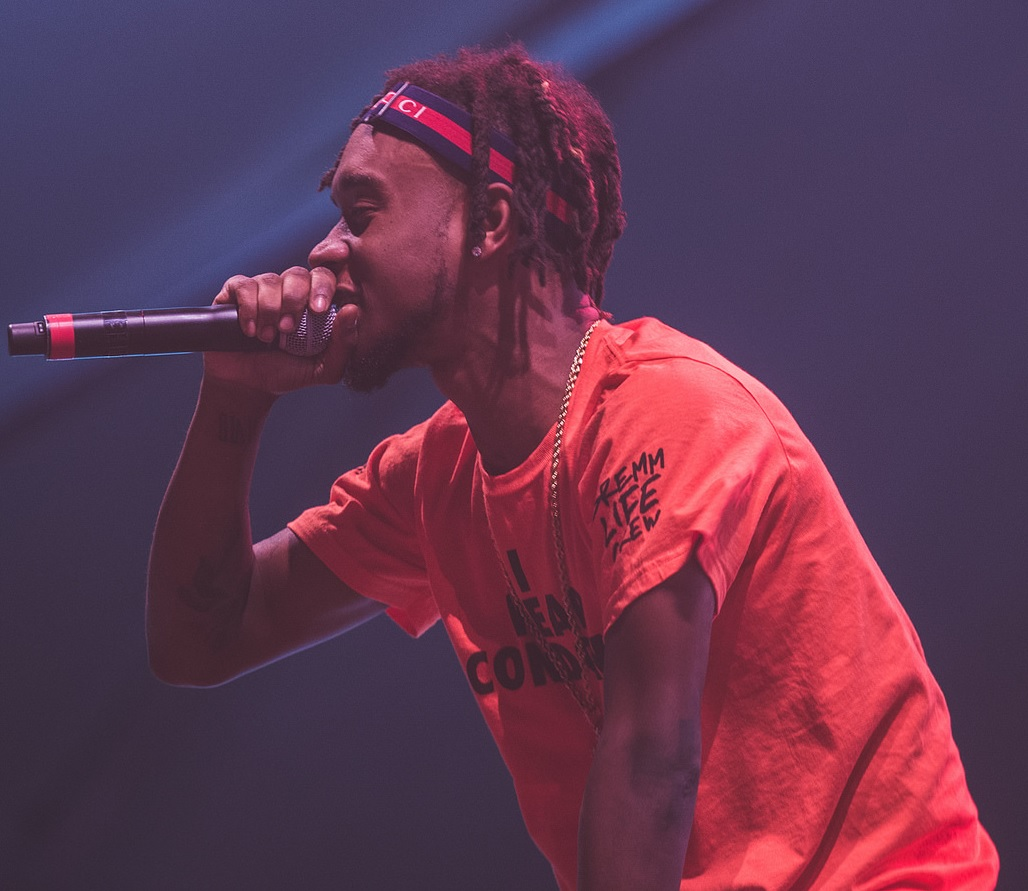
スリム・ジミー（Slim Jxmmi）
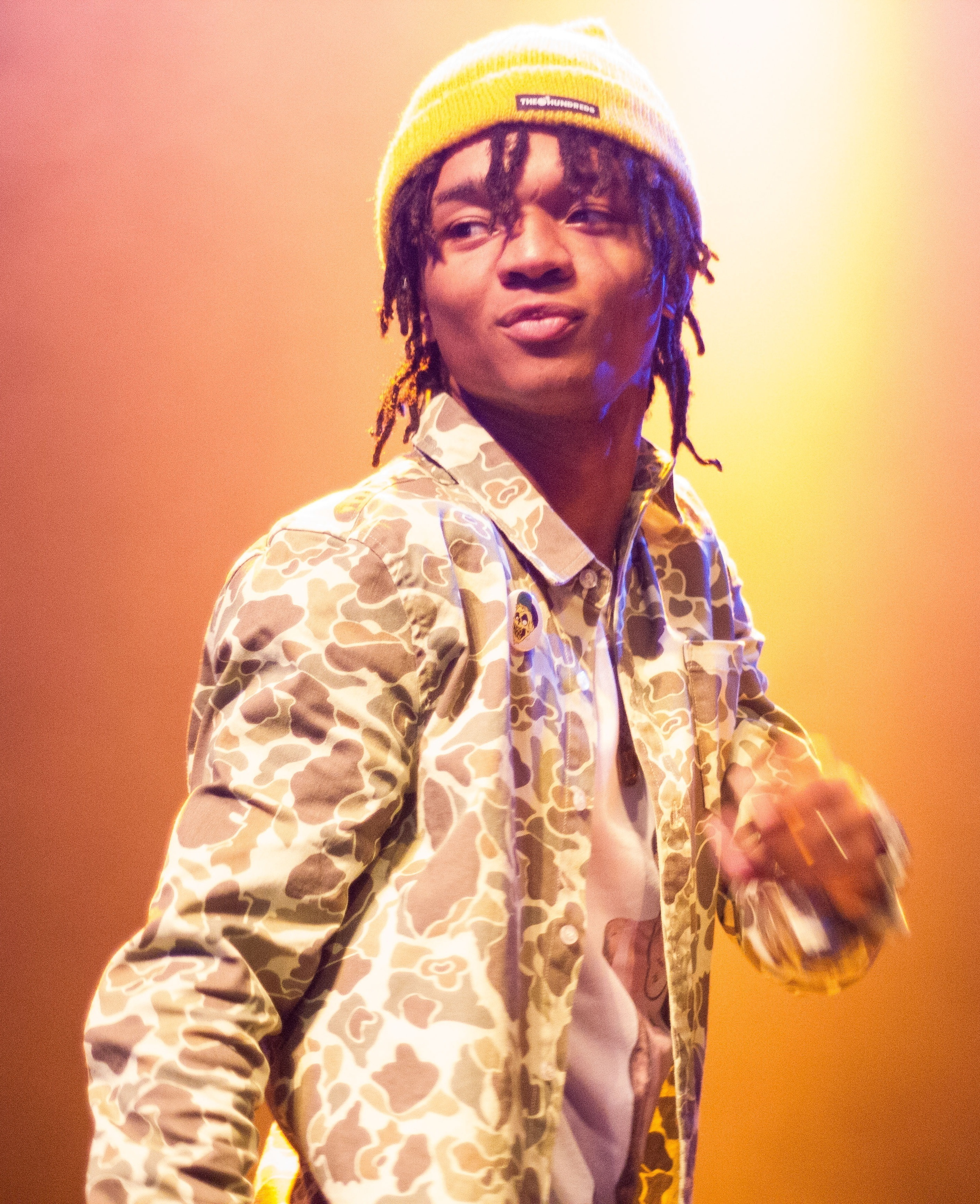
スウェイ・リー（Swae Lee）

## ディスコグラフィ
スタジオ・アルバム
- SremmLife (2015年)
- SremmLife 2 (2016年)
- SR3MM (2018年)